# Girolamo Agucchi
Girolamo Agucchi (ur. 15 stycznia 1555 w Bolonii, zm. 27 kwietnia 1605 w Rzymie) – włoski kardynał.

## Życiorys
Urodził się 15 stycznia 1555 roku w Bolonii, jako syn Giana Giorgia Agucchiego i Isabelli Segi. Studiował na Uniwersytecie Bolońskim, gdzie uzyskał doktorat z prawa. Następnie został notariuszem Stolicy Piotrowej, protonotariuszem apostolskim i referendarzem Trybunału Obojga Sygnatur. 9 czerwca 1604 roku został kreowany kardynałem prezbiterem i otrzymał kościół tytularny San Pietro in Vincoli. Zmarł 27 kwietnia 1605 roku w Rzymie.